# Kenneth
Kenneth  è un nome proprio di persona inglese, gaelico scozzese e scandinavo maschile.

## Varianti
- Inglesi: Kenith[1], Kennith[1][2], Kennet[2], Kennett[2]
  - Ipocoristici: Kenny[1], Ken[1]
  - Femminili: Kendra[1][2]
- Scozzesi: Cináed[1], Coinneach[1]
  - Ipocoristici: Kenny[1]
  - Femminili: Kenina[1], Kenna[1]
- Scandinave: Kennet[1]

### Varianti in altre lingue
- Irlandese: Cainneach[1], Cináed[1], Cionaodh[1]

## Origine e diffusione
Kenneth può avere una duplice origine, come forma anglicizzata tanto di Coinneach quanto di Cináed: il primo è un nome scozzese derivato dal gaelico caoin, "bello", "attraente", mentre il secondo significa "nato dal fuoco" ed è in uso sia in scozzese che in irlandese. Nel primo caso, è analogo per significato al nome Alano.
Venne portato dal re scozzese Kenneth MacAlpin, che unì gli Scoti e i Pitti nel IX secolo, e venne reso celebre al di fuori della Scozia da sir Walter Scott, che lo usò per il protagonista del suo romanzo del 1825 The Talisman.
Va notato che sia i diminutivi Kenny e Ken che la forma femminile Kendra possono avere anche un'origine differente.

## Onomastico
L'onomastico si può festeggiare l'11 ottobre in ricordo di san Kenneth, abate, discepolo di san Finnian di Clonard.

## Persone
- Kenneth I di Scozia, re di Scozia
- Kenneth II di Scozia, re di Scozia

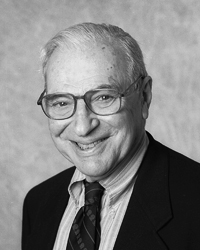
Kenneth Arrow

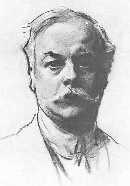
Kenneth Grahame

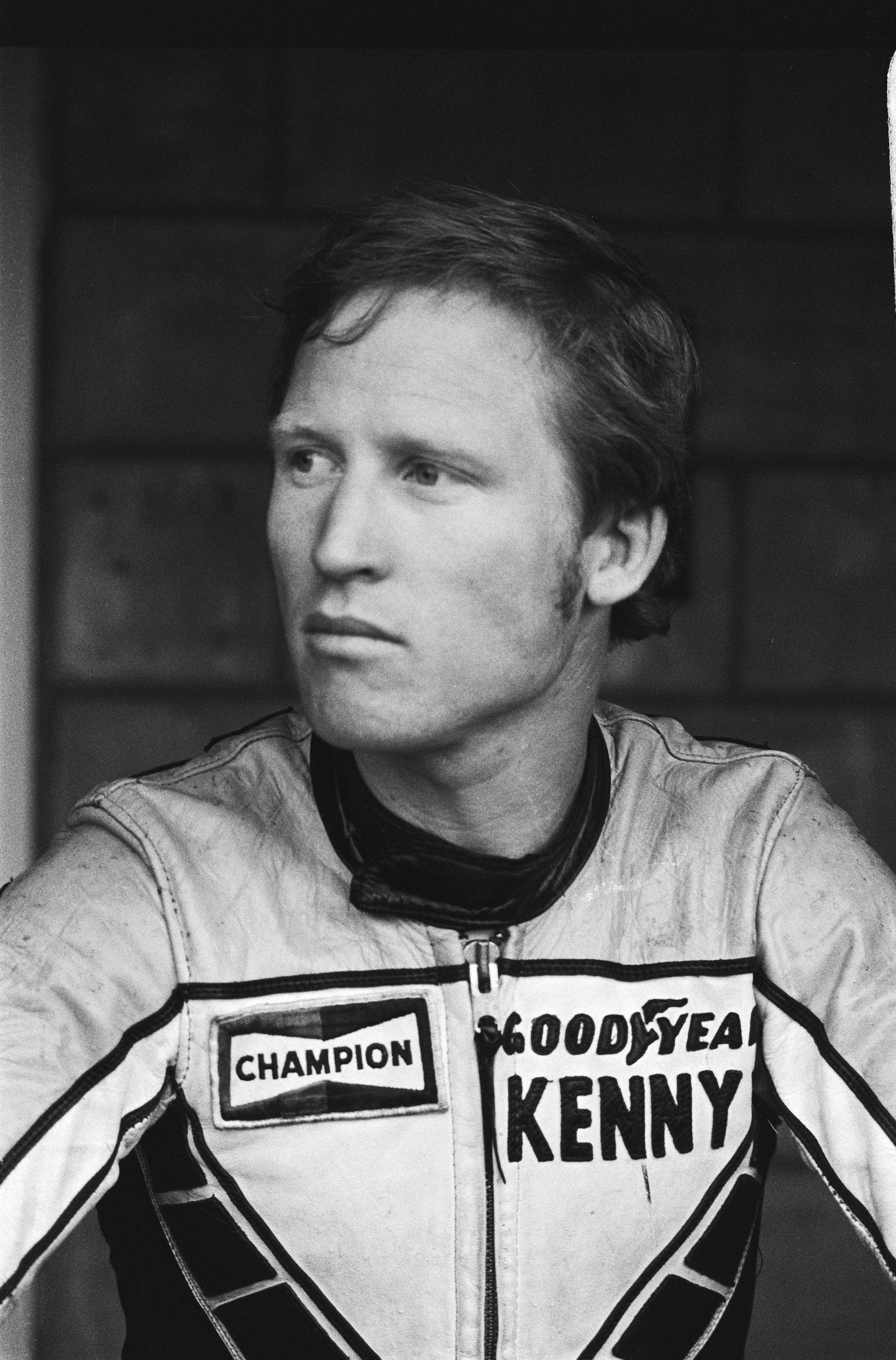
Kenny Roberts

- Kenneth III di Scozia, re di Scozia
- Kenneth Arthur Noel Anderson, generale britannico
- Kenneth Anger, sceneggiatore e regista statunitense
- Kenneth Arnold, pilota statunitense, considerato il primo uomo a riportare pubblicamente un avvistamento di UFO
- Kenneth Arrow, economista statunitense
- Kenneth Boulding, economista, pacifista e poeta statunitense
- Kenneth Branagh, attore, regista, sceneggiatore, regista teatrale, produttore teatrale e cinematografico britannico
- Kenneth Burke, filosofo e critico letterario statunitense
- Kenneth Grahame, scrittore britannico
- Kenneth Kaunda, politico zambiano
- Kenneth Mars, attore e doppiatore statunitense
- Kenneth Rexroth, poeta statunitense
- Kenneth Sivertsen, sciatore alpino norvegese
- Kenneth Tobey, attore statunitense
- Kenneth Wilson, fisico statunitense
- Kenneth Zohore, calciatore danese

### Variante Kenny
- Kenny Dalglish, calciatore e allenatore di calcio scozzese
- Kenny Green (1964), cestista statunitense
- Kenny Green (1967), cestista statunitense
- Kenny Roberts, pilota motociclistico e dirigente sportivo statunitense

### Altre varianti
- Kennet Andersson, calciatore svedese
- Ken Green, calciatore britannico
- Ken Rosewall, tennista australiano
- Cináed mac Írgalaig, sovrano supremo irlandese

## Il nome nelle arti
- Kenneth Baker è un personaggio del videogioco Metal Gear Solid.
- Kenny Omega, ring name del wrestler dell'AEW Tyson Smith.
- Lady Kenna de Poitiers è un personaggio della serie televisiva "Reign".